# مانارا چوپرا
مانارا چوپرا (انگلیسی: Mannara Chopra؛ زادهٔ ۲۵ مهٔ ۱۹۹۱) بازیگر و مدل اهل هند است. وی دخترعموی پریانکا چوپرا و پرینیتی چوپرا است.
از فیلم‌هایی که وی در آن‌ها نقش داشته‌است، می‌توان به سیتا و یاغی اشاره نمود.